# Ширакская степь
Шира́кская сте́пь (груз. შირაქის ვაკე; Шира́кское плоского́рье) — возвышенность на востоке Грузии, в юго-восточной части междуречья Иори и Алазани (бассейн реки Куры).
Высота достигает 865 метров. Преобладающие типы ландшафта: чернозёмные бородачовые и ковыльные степи и вторичные (на месте светлых лесов и аридного редколесья) бородачовые степи с коричневыми и горными коричневыми почвами.
Основные отрасли сельского хозяйства — животноводство на зимних пастбищах и выращивание зерновых культур. Имеются месторождения нефти.
Согласно данным размещённым на страницах Энциклопедического словаря Брокгауза и Ефрона в конце XIX — начале XX века: «В северной части Ш. степи, в 29 верстах от Сигнаха, находятся Царские колодцы, штаб-квартиры тверского драгунского полка, на высоте 2652 футов».
В пустынном районе Ширакской степи в Кахети, на так называемой территории Диднаури, археологами было обнаружено городище 3200 летней давности. Площадь только внутренней крепости на городище занимает 10—11 га.